# Ownstyle

## Kialakulása
A kialakítói ennek az új Jumpstyle stílusnak Noiz és Harni volt a Jumpforce.pl csapatból.
Mindketten Oldschoolt táncoltak 2007-ben, de rengeteg lépést tettek hozzá, amit maguk találtak ki.
A legtöbb ezek közül Starstyle lépésből származott.
A lengyel jumperek, miután megnézték a videóikat elkezdték tanulni a Starstyle alapokat.
Ilyen nevek például: Rumun, Kozaty, Cebul, Fantom és Mroziu.
A teljes starstyle őrület Noiz új filmje, a 'Jumpstyle The Legend' után kezdődött, amiben Noiz rengeteg új lépést mutatott be.
Lengyelországban mindenkit lenyűgözött a starstyle elemekkel kombinált hardjump.
Egy másik fejlesztés a jégkorcsolyából származik.
Mroziu stílusa a tökéletes technikán és sok nagyon gyors forgáson alapszik.
Mroziu nagyon szép kombinációkat és különféle forgásokat mutatott, ami nagyon hatásos volt, így befejeződött az egyszerű 'jump' ő, és más lengyel jumpereknek számára.
A fordulat utolsó lépése a Belgiumban és Franciaországban ismert TekStyle. Guggolásokat és talajérintéseket kölcsönöztek.
Mialatt más országokban a Jumpstyle csak valami vicc volt, Lengyelországban az emberek bajnokságokat és Jump párbajokat rendeztek, amivel nagyon gyorsan befejeződött a fejlődés.
Az OwnStyle jump jellemzői: a nagyon gyors tempó, a kevés számú alaplépés, rengeteg kombinált mozdulat, és változatos forgások. Főleg Hardstyle stílusú zenére táncolják.
Legjelentősebb képviselői a Stílusnak:
- Rumun
- DannieL
- Iceman
- Maden
- Oeil
- Bullet